# Jin (staat)
Jin (ook wel Tsjin (Nederlands), Tsin of Chin (Engels)) was een van de Lente- en Herfststaten in China. Het lag in het noordwesten van het land, naast Qin in het zuiden van de huidige provincie Shaanxi.

## Begintijd

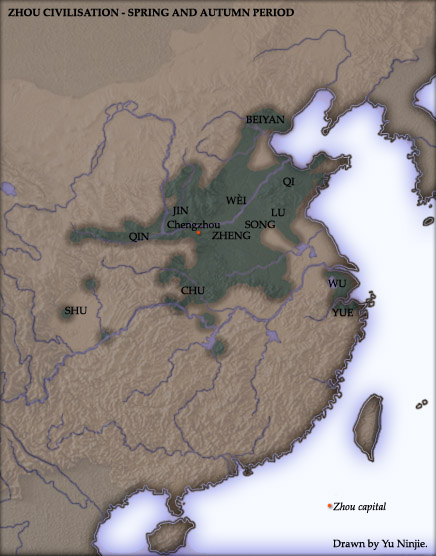
Jin in het noordwesten van China.

De Jin-staat was een van de eerste grote staten, opgericht in de 11e eeuw vóór Christus. In 770 v.Chr. hielp Jin de koning Ping van Zhou, die uit de hoofdstad (Hao) gevlucht was voor binnenvallende barbaren die zijn vader, de koning, hadden gedood. De koning zou hebben gezegd dat 'Jin voortaan een slagboom tussen hem en de barbaren moest zijn', waarmee hij erkende dat hij niet alleen bang was, maar ook dat Jin machtiger was dan hijzelf.
In 632 v.Chr. wist hertog Wen van Jin, in naam trouw aan de Zhou-koning, de staat Chu te verslaan en het oppergezag over China te verkrijgen. In de daarop volgende periode werd dit oppergezag echter telkens door Chu betwist. In 579 v.Chr. verloor Jin na een nederlaag het oppergezag weer aan Chu.
Jin lag in een vruchtbaar gebied dat voornamelijk werd bewoond door Han-chinezen, maar ook de stammen Rong en Di.

## Driedeling van Jin
De opvolgers van hertog Wen bekommerde zich vooral om luxe en weelde en bemoeide zich weinig met het bestuur. Hierdoor kregen de zeven adellijke families Han, Zhao, Wei en Zhi, Fan en Zhonghang de ruimte meer macht naar zich toe te trekken. Uiteindelijk bleven hiervan de families Han, Zhao, Wei en Zhi over, welke laatste de sterkste was. De Zhi-familie hoopte alle macht te kunnen verwerven, en beraamde met de families Han en Wei een plan om de Zhao-familie te vernietigen. Maar Wei en Han verraadden de sluwe Zhi en sloten een verbond met Zhao. De drie families versloegen de Zhi in een veldslag in 453 v.Chr. en roeiden hen uit. Daarop deelden ze in 403 v.Chr. Jin op in drie nieuwe staten: Wei, Zhao en Han. De machteloze Zhou-koning kon alleen maar toestemmen. 

Dit wordt vaak gezien als het begin van de Periode van de Strijdende Staten.